# Xã Conestoga, Quận Lancaster, Pennsylvania
Xã Conestoga (tiếng Anh: Conestoga Township) là một xã thuộc quận Lancaster, tiểu bang Pennsylvania, Hoa Kỳ. Năm 2010, dân số của xã này là 3.776 người.